# CSA Steaua Bucarest
El CSA Steaua Bucarest (en rumano Clubul Sportiv al Armatei Steaua) es una sociedad polideportiva rumana de la ciudad de Bucarest manejada por el Ministerio de Defensa Nacional de Rumania. Fue fundada el 7 de junio de 1947 como ASA Bucarest (en rumano Asociaţia Sportivă a Armatei), para posteriormente cambiar su nombre en diversas ocasiones hasta llegar al actual Steaua (en español La Estrella) en 1961. La temporada 2021-22 la disputó en la Liga II.
El CSA Steaua ha sido históricamente conocido como el club deportivo del Ejército de Rumanía. La única sección que se ha separado de la sociedad deportiva es el fútbol en 1998, tomando el nombre de FC Steaua Bucarest y que solo mantiene vínculos con el Ejército por la tradición histórica que lo une a este, así como el recinto en el que ejerce de local, el Stadionul Steaua, que si bien aún pertenece al Ministerio de Defensa Nacional de Rumania fue entregado en concesión al club de fútbol por un periodo de 49 años.
Adicionalmente al fútbol, el hockey sobre hielo, aunque pertenece formalmente al CSA Bucarest, también se administra de forma autónoma bajo el nombre de Hochei Club Steaua Suki Bucureşti. Por otro lado existe un club de artes marciales llamado Clubul Sportiv Steaua Wu-Shu, el cual es administrado por el propietario del FC Steaua George Becali y que no posee lazos con el CSA Steaua.

## Historia

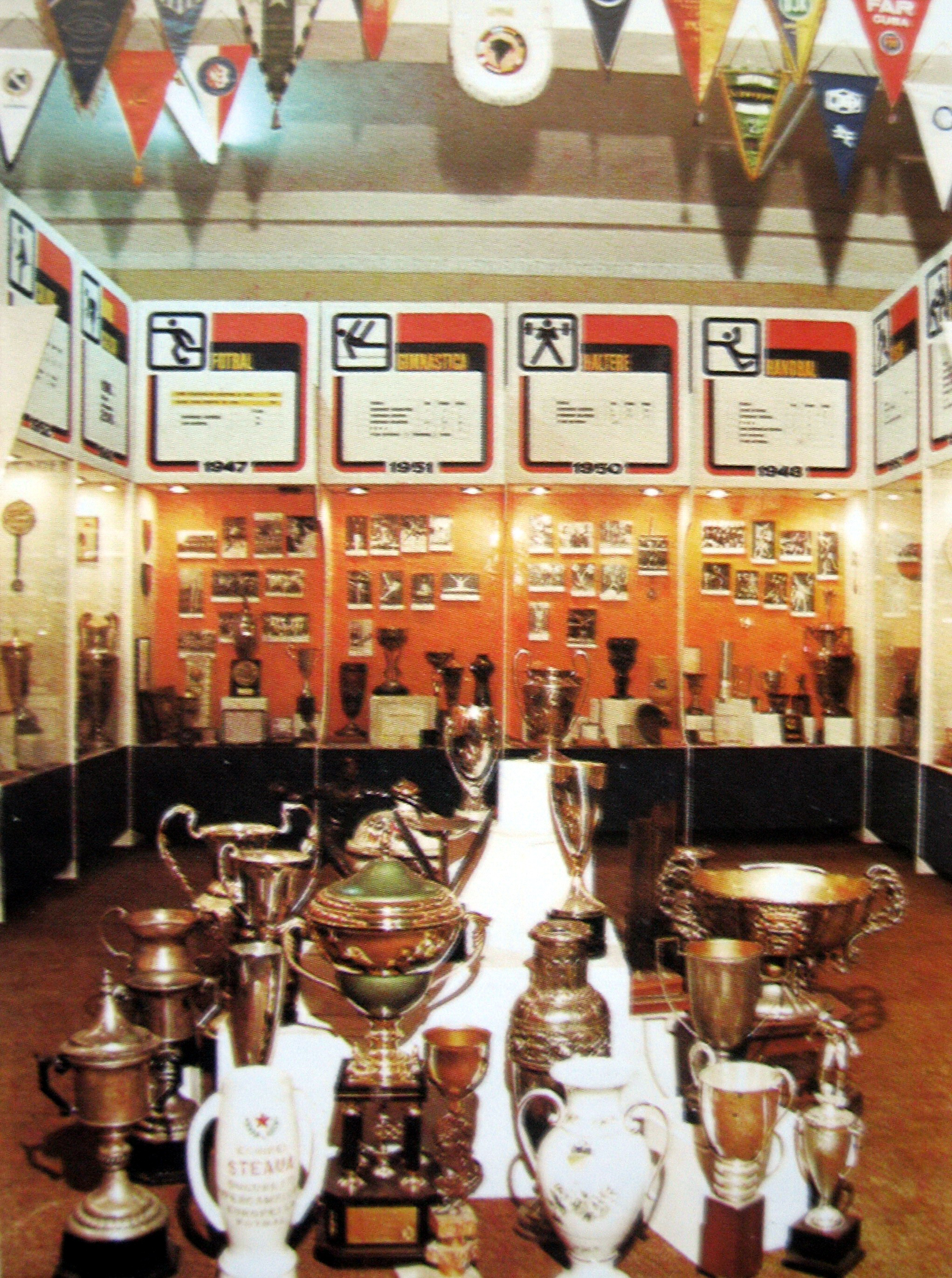
Sala de trofeos del CSA Steaua.

El 7 de junio de 1947, por iniciativa de varios oficiales de la Casa Real Rumana, nació el primer club deportivo del Ejército mediante un decreto firmado por el General Mihail Lascăr. En sus inicios el club recibió el nombre de ASA Bucarest y contaba con siete ramas deportivas (fútbol, esgrima, tiro, atletismo, voleibol, boxeo y tenis). Su administración estuvo a cargo del General-Mayor Oreste Alexandrescu. Este año el club consiguió su primer campeonato nacional, obtenido por el tenista Gheorghe Viziru.
El 5 de junio de 1948, mediante la orden 289 del Ministerio de Defensa Nacional, ASA pasó a llamarse CSCA (en rumano Clubul Sportiv Central al Armatei, en español Club de Deportivo Central del Ejército) y se creó el primer escudo del club (una letra A inscrita sobre una estrella roja, símbolo del Ejército Rojo, sobre un fondo azul). En marzo de 1950, CSCA modificó nuevamente su nombre por el de CCA (en rumano Casa Centrală a Armatei, en español Casa Central del Ejército). En 1961, el CCA cambió su nombre por última vez a CSA Steaua Bucureşti (en rumano Clubul Sportiv al Armatei Steaua, en español Club Deportivo del Ejército Steaua). El nombre Steaua es la forma rumana para estrella y fue adoptada debido a la presencia, al igual que otros equipos del Ejército en Europa del este, de una estrella roja (cambiada a amarilla posteriormente a fin de simbolizar los colores de la bandera rumana) en su escudo. 
El 9 de abril de 1974 fue testigo de la inauguración del complejo deportivo más moderno del país, el Complexul Sportiv Steau (en español Complejo Deportivo Steaua) que comprende al Stadionul Ghencea con capacidad de aproximadamente 30.000 espectadores, seis campos adicionales de entrenamiento, usados también por el equipo de rugby, además de un mini-hotel para los atletas. Actualmente, el Complexul Sportiv Steaua está entregado en concesión al FC Steaua Bucarest por un periodo de 49 años.
A través de los años, las secciones más exitosas del club a nivel internacional han sido el balonmano (dos veces campeón de Europa), fútbol (campeón de Europa en 1986), voleibol, gimnasia, tenis, atletismo, tiro, esgrima, remo y canotaje.

## Secciones

### Baloncesto
El CSA Steaua fundó la sección de baloncesto del club en 1952, la cual ganó el Campeonato Rumano de Baloncesto en 21 oportunidades.
Después de la Revolución Rumana de 1989, el Baschet Club Steaua Bucureşti fue el primer club de baloncesto de Rumania en privatizarse. No obstante, luego de unos años cayó en estado de quiebra. En la actualidad el CSA Steaua solo compite a nivel de baloncesto juvenil, bajo el nombre de Clubul Sportiv Şcolar Steaua Bucureşti.

#### Torneos nacionales
- Campeonato Rumano de Baloncesto (21): 1955-56, 1957-58, 1958-59, 1959-60, 1960-61, 1961-62, 1962-63, 1963-64, 1965-66, 1969-70, 1977-78, 1979-80, 1980-81, 1981-82, 1983-84, 1984-85, 1985-86, 1986-87, 1988-89, 1989-90, 1990-91

### Balonmano
El equipo de balonmano de Steaua Bucarest ganó la Copa de Europa en las temporadas 1967-68 (victoria de 13 a 11 frente al Dukla Praga) y 1976-77 (triunfo de 21 a 20 sobre el CSKA Moscú), además de la Challenge Cup en 2005-06 (21 a 26 y 34 a 27 sobre el SC Horta). También ha alcanzado el subcampeonato de la Copa de Europa en 1970-71 (16 a 17 ante el VfL Gummersbach), 1973-74 (16 a 17 sobre el VfL Gummersbach) y 1988-89 (24 a 30 y 23 a 37 frente al SKA Minsk). Desde 2006 la sección de balonmano es patrocinada por la empresa MFA, por lo que el nombre del equipo en competencias oficiales es CSA Steaua MFA Bucarest. A nivel nacional, el equipo ha conseguido además el Campeonato Rumano de Balonmano (en modalidad de siete jugadores) 27 veces, el Campeonato Rumano de Balonmano (en modalidad de once jugadores) 7 veces y la Copa Rumania en 7 ocasiones. 
Ejerce como local en la Sala Lucian Grigorescu. La rama de balonmano junto a la de hockey sobre hielo son habitualmente las más populares por detrás del fútbol y los clásicos frente a HCM Constanţa y especialmente con el Dinamo Bucarest despiertan una alta expectación.
A lo largo de los años han jugado destacados jugadores de balonmano en la equipo, entre los que destacan Ştefan Birtalan, Vasile Stângă, Cornel Oţelea y Cristian Gaţu.

#### Torneos nacionales
- Campeonato Rumano de Balonmano (modalidad de siete jugadores) (27): 1962-63, 1966-67, 1967-68, 1968-69, 1969-70, 1970-71, 1971-72, 1972-73, 1973-74, 1974-75, 1975-76, 1976-77, 1978-79, 1979-80, 1980-81, 1981-82, 1982-83, 1983-84, 1984-85, 1986-87, 1987-88, 1988-89, 1989-90, 1993-94, 1995-96, 1999-00, 2000-01
- Campeonato Rumano de Balonmano (modalidad de once jugadores) (7): 1950, 1951, 1952, 1954, 1955, 1957, 1961
- Copa de Rumania de Balonmano (7): 1980-81, 1984-85, 1989-90, 1996-97, 1999-00, 2000-01, 2006-07

#### Torneos internacionales
- Copa de Europa de Balonmano (2): 1967-68, 1976-77
- Challenge Cup (1): 2005-06

### Fútbol
La sección de fútbol fue una de las siete ramas fundadoras del CSA Steaua Bucarest en 1947. El momento de mayor auge del equipo llegó en 1986, temporada en la que se transformó en el primer club de Europa del este en obtener la Copa de Europa (actual Liga de Campeones de la UEFA) tras derrotar al FC Barcelona en la final. Es el club de fútbol más exitoso de Rumania con 23 campeonatos de Liga I, 20 Copas de Rumania, 5 Supercopas de Rumania, 1 Copa de Europa y 1 Supercopa de Europa.
Desde 1998 el Fotbal Club Steaua Bucureşti es la única sección deportiva que se ha separado del CSA Steaua.

#### Torneos nacionales
- Liga I (26): 1951, 1952, 1953, 1956, 1959–60, 1960–61, 1967–68, 1975–76, 1977–78, 1984–85, 1985–86, 1986–87, 1987–88, 1988–89, 1992–93, 1993–94, 1994–95, 1995–96, 1996–97, 1997–98, 2000–01, 2004–05, 2005–06
- Copa rumana de fútbol (20): 1948-49, 1950-51, 1951-52, 1952-53, 1955-56, 1961-62, 1965-66, 1966-67, 1968-69, 1969-70, 1970-71, 1975-76, 1978-79, 1984-85, 1986-87, 1988-89, 1991-92, 1995-96, 1996-97, 1998-99
- Supercopa de Rumania (5): 1993-94, 1994-95, 1997-98, 2000-01, 2005-06

#### Torneos internacionales
- Copa de Europa (1): 1985-86
- Supercopa de Europa (1): 1986
- Subcampeón de la Copa de Europa en la temporada 1988-1989
- Subcampeón de la Copa Intercontinental: 1986

### Hockey sobre hielo
El CCA Bucurest formó la sección de hockey sobre hielo en 1951. Desde 2004 el Hochei Club Steaua Suki Bucureşti funciona de manera autónoma, aunque aún forma parte del CSA Steaua. Es, a la fecha, el club más laureado de Rumania, habiendo ganado el campeonato de liga en 40 ocasiones, lo que constituye un récord mundial en lo referente a campeonatos nacionales de hockey sobre hielo. Actualmente, la competición nacional de Rumania está integrada por solo 6 equipos, entre los que destaca únicamente, con excepción del Steaua, el SC Miercurea Ciuc, con el que disputa anualmente la final del campeonato nacional al mejor de 7 encuentros. La rivalidad entre el Steaua y el SC Miercurea Ciuc, que constituye el encuentro más importante del hockey sobre hielo del país, radica principalmente en el hecho de que la mayor parte de los aficionados son rumanos, mientras que los del Miercurea Ciuc son de nacionalidad húngara.
Ejerce como local en el Mihail Flamaropol Ice Rinkla. La rama de hockey sobre hielo junto a la de balonmano son habitualmente las más populares por detrás del fútbol.

#### Torneos nacionales
- Liga Nacional de Hockey (40): 1953, 1955, 1956, 1958, 1959, 1961, 1962, 1964, 1965, 1966, 1967,  1969, 1970, 1974, 1975, 1977, 1978, 1980, 1982, 1983, 1984, 1985, 1986, 1987, 1988, 1989, 1990, 1991, 1992, 1993, 1994, 1995, 1996, 1998, 1999, 2001, 2002, 2003, 2005, 2006

### Rugby
El equipo de rugby del CSA Steaua Bucarest ha ganado, desde 1947, el Campeonato de Rugby de Rumania en 24 ocasiones. Los clubes de rugby de Rumania no participan activamente de las principales competiciones de Europa, a causa mayoritariamente de las diferencias deportivas y económicas con el resto de los clubes de Europa. De todos modos, Rumania posee un seleccionado nacional de rugby, compuesto principalmente por jugadores del Steaua, que compite anualmente en el European Challenge Cup como Bucureşti Rugby.
El club juega sus partidos en el Stadionul Ghencea II, al interior del Complexul Sportiv Steaua, vecino al estadio de fútbol Ghencea.

#### Torneos nacionales
- Campeonato Rumano de Rugby (24): 1949, 1953, 1954, 1961, 1963, 1964, 1971, 1973, 1974, 1977, 1979-1981, 1983-1985, 1987-1989, 1992, 1999, 2003, 2005, 2006

### Voleibol
La sección voleibol del Steaua fue subcampeón de la Copa de Europa en dos ocasiones en 1969 (contra el CSKA Sofía) y 1979 (frente a Cervena Hvezda Bratislava) y de la Recopa de Europa en cuatro oportunidades en 1977 (ante Elektrotechnika Riga), 1981 (contra Cervena Hvezda Bratislava), 1982 (frente a Avtomobilist Leningrad) y 1986 (ante el Panini Modena)

## Deportistas

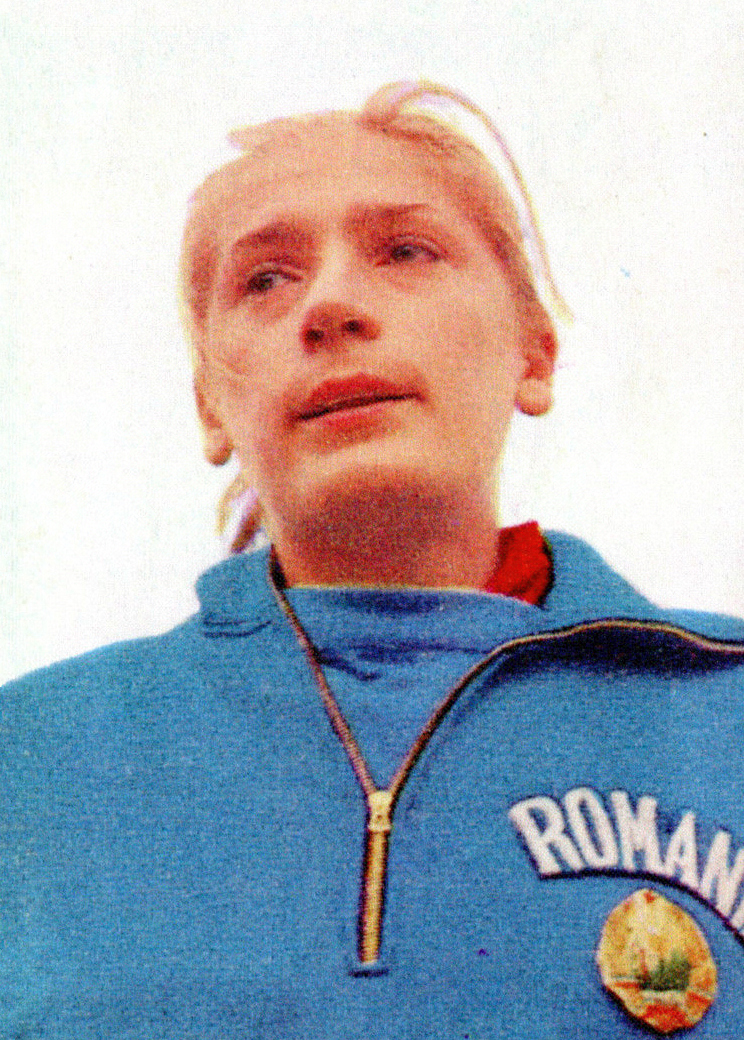
Iolanda Balaș
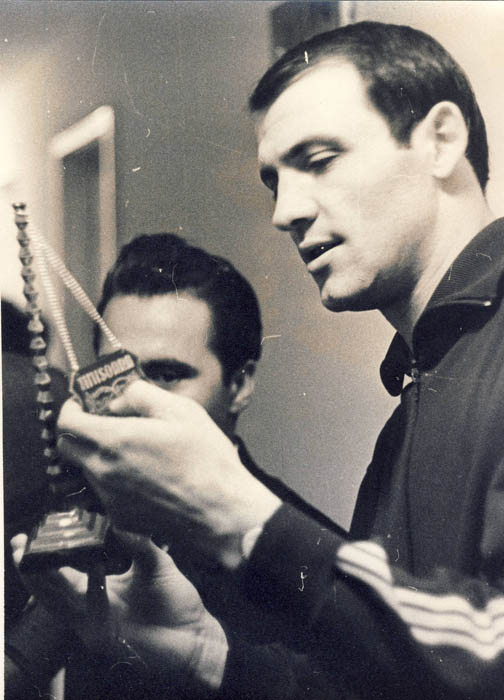
Gheorghe Gruia
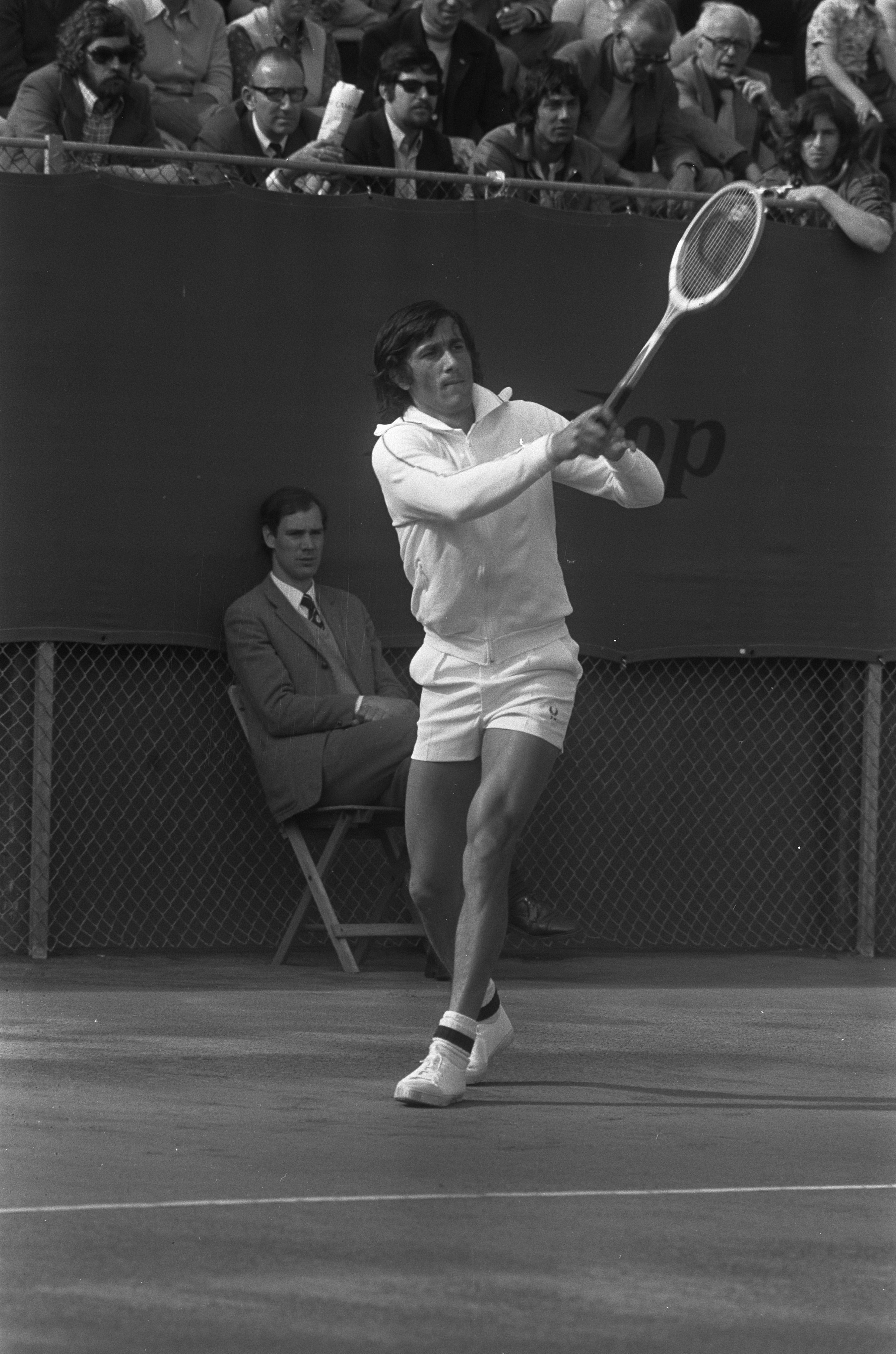
Ilie Nastase
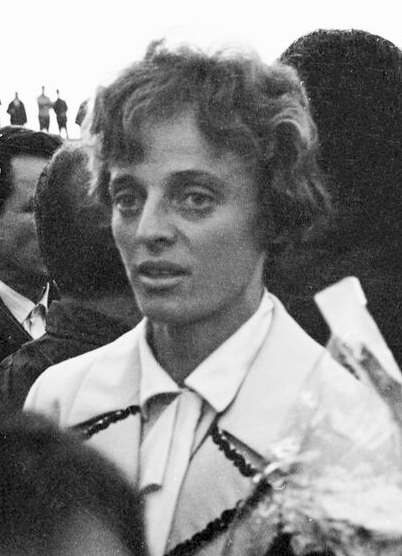
Viorica Viscopoleanu
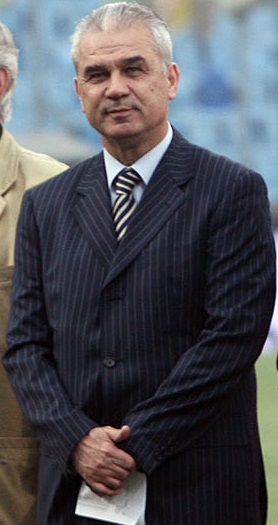
Anghel Iordănescu
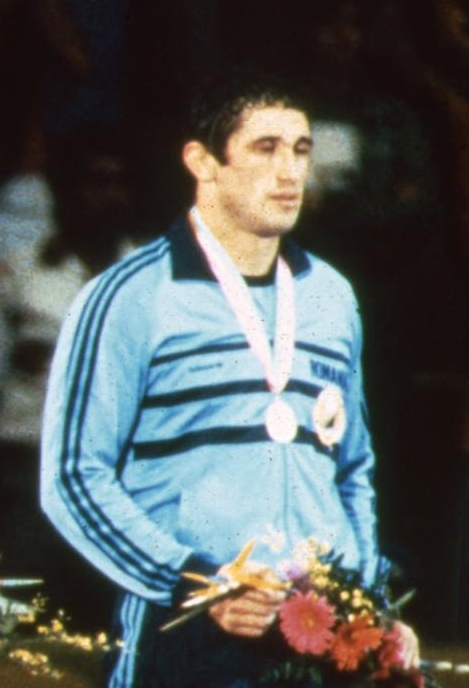
Vasile Andrei
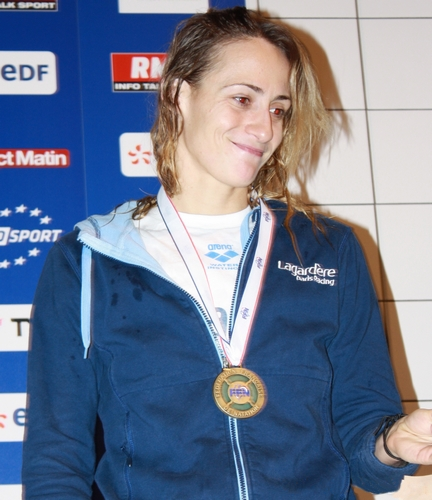
Camelia Potec
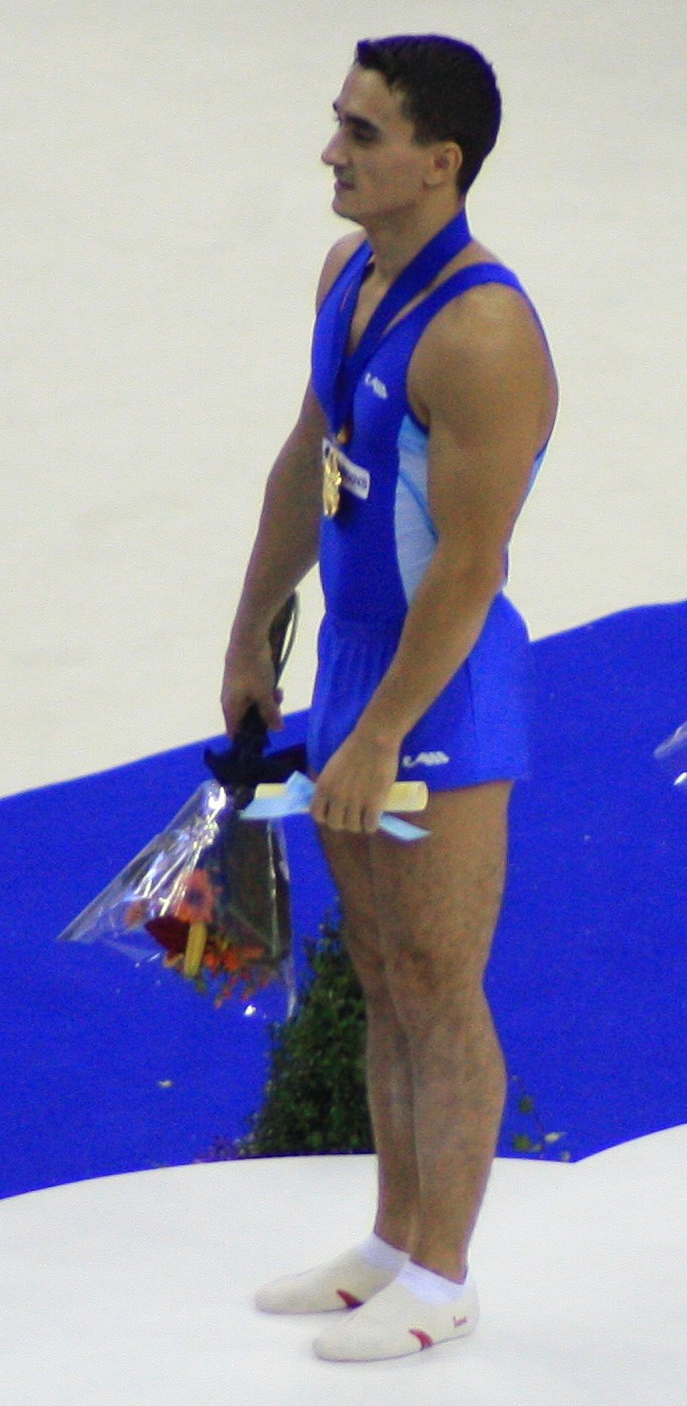
Marian Drăgulescu
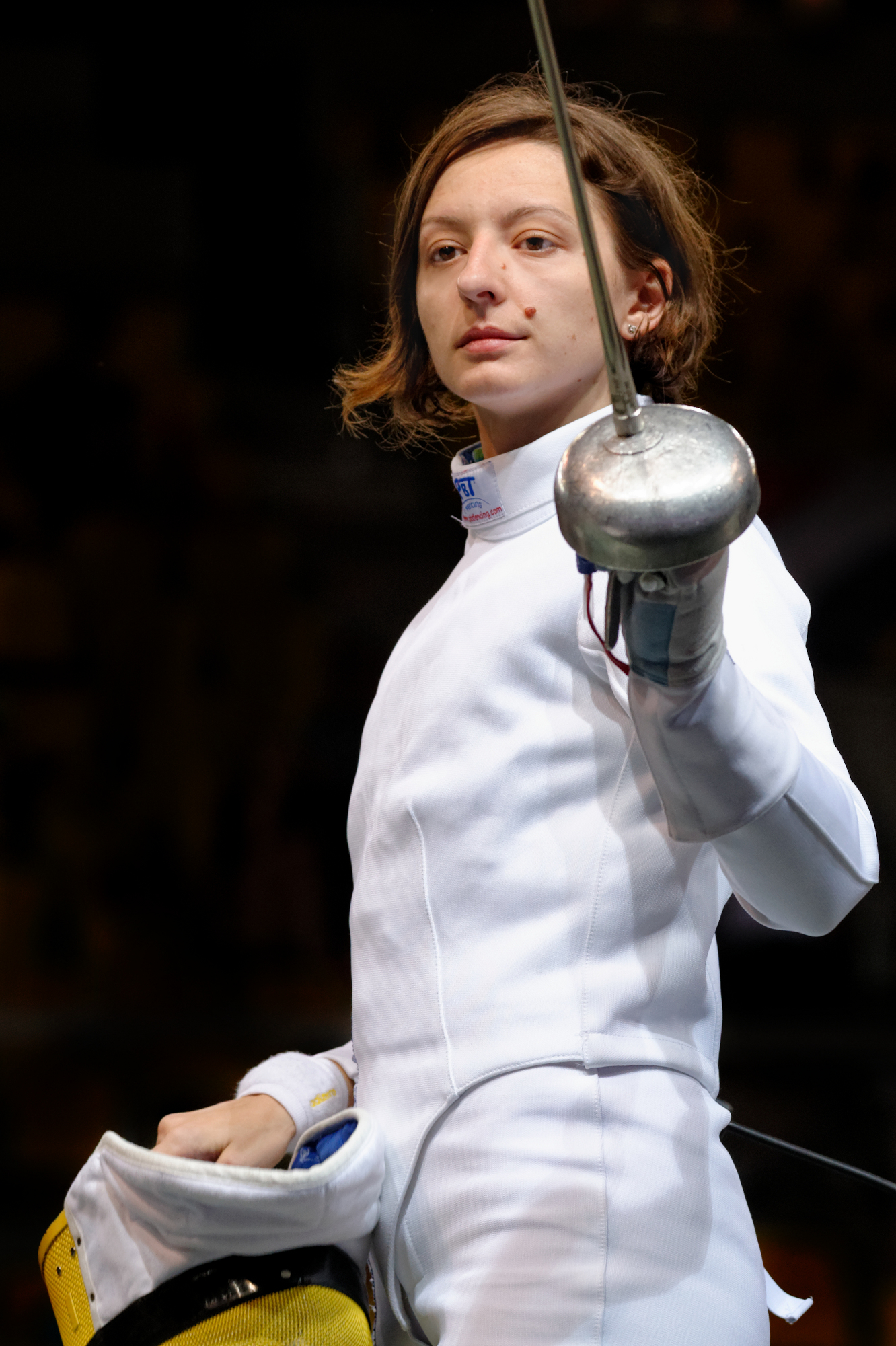
Ana Maria Brânză
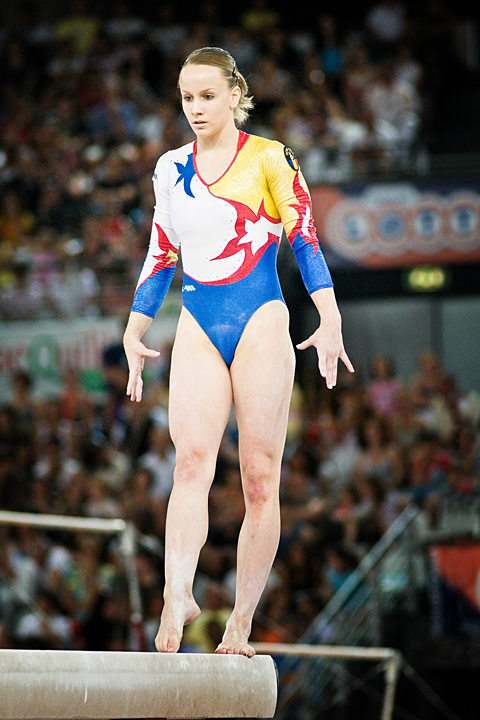
Sandra Izbașa